# La Neuville
La Neuville – miejscowość i gmina we Francji, w regionie Hauts-de-France, w departamencie Nord.
Według danych na rok 1990 gminę zamieszkiwało 588 osób, a gęstość zaludnienia wynosiła 149 osób/km² (wśród 1549 gmin regionu Nord-Pas-de-Calais Neuville plasuje się na 724. miejscu pod względem liczby ludności, natomiast pod względem powierzchni na miejscu 767.).